# Maison des Vieux Hommes
La maison des Vieux Hommes, est une maison située à Lille, au 49 de la rue de Roubaix (également 4 de la place Saint-Hubert depuis la création de cette place à la suite du prolongement de la rue des Canonniers et de la destruction en 1986 des maisons entre cette rue et la rue Saint-Hubert). Construite en 1624, elle a été inscrite à l'inventaire des monuments historiques le 18 août 1944.
Ce site est desservi par la station de métro Gare Lille-Flandres.

## Historique
La maison des Vieux Hommes est le dernier vestige de l’ensemble hospitalier Saint-Charles Borromée destiné à abriter des "pauvres anciens hommes qui ne peuvent plus gagner leur vie". Sa fondation s'inscrit dans le mouvement de création de nombreux établissements charitables au cours du XVIIe siècle à Lille.
En 1623, une première donation de Marguerite du Hot, veuve de Jehan Mahieu, ancien membre du Magistrat et ministre général des pauvres, permet de donner corps au projet de créer un établissement spécialement destiné aux hommes âgés sans ressources.. La première pierre est posée le 3 juillet 1624, en présence de l'évêque. De nombreuses donations ultérieures de particuliers permettront de créer une quinzaine de lits jusqu'en 1640, puis cinq autres jusqu'en 1679.
L'hôpital Saint-Charles Borromée, dit des Vieux-Hommes, ferme en 1797 et ses activités sont rattachées à l'Hospice Comtesse. À la fin des années 1950 et au début des années 1960, l'élargissement de la rue des Canonniers et l'aménagement du boulevard Carnot conduisent à la destruction du corps de bâtiment principal à cour carrée de l’hospice, autrefois longé au nord par le canal des Vieux-Hommes. Il ne subsiste aujourd'hui que deux bâtiments édifiés le long de la rue de Roubaix, situés aux 2 et 4, place Saint-Hubert.
Généralement désignée comme le logement du directeur, la maison du 4 place Saint-Hubert a été restaurée dans les années 1980.

## Description
La maison des Vieux Hommes présente cinq travées et un étage. Édifiée sur un soubassement de grès, elle est construite en brique et pierre calcaire pour les encadrements de fenêtres, moulures et reliefs. Aux deux niveaux, un cordon-larmier court au-dessus des fenêtres à arc cintré. Le sommet de chaque arc est marqué par une clef saillante qui se prolonge vers le bas jusqu'à la baie et vers le haut jusqu'à un disque. La frise est ornée de bas-reliefs en pierre sculptée figurant des cartouches à motifs végétaux et anthropomorphes.
Premier témoignage du style Renaissance flamande qui s'épanouira une trentaine d'années plus tard avec la construction de la Vieille Bourse, la maison des Vieux Hommes porte les premiers signes connus de l'installation d'ornements sur les façades lilloises. Le dessin de ces reliefs serait directement inspiré de gravures exécutées par Jacques Franquart et publiées à Bruxelles en 1622. Leur utilisation résulterait de l’établissement d’artisans belges dans la ville.